# Марен Мерсен
Марен Мерсен (на френски: Marin Mersenne) е френски монах, физик, математик и философ. Докато учи в Йезуитския колеж в Ла Флеш, се запознава с Рене Декарт, а при пътуванията си в Холандия и Италия – с Бонавентура Кавалиери, Етиен Паскал и сина му Блез Паскал, а по-късно – и с Кристиан Хюйгенс и Пиер дьо Ферма, с които поддържа научна кореспонденция. Научните му интереси са в областта на математиката, акустиката и теорията на музиката. Работи върху проблема за изохронността на колебанията на математическото махало (свойството да работи с една и съща скорост, независимо от измененията в движещата го сила), което да позволи направата на точен часовник с махало.
Главните му научни приноси са в областта на теорията на числата – изследва т.нар. прости и съвършени числа. Оставя името си на мерсеновите прости числа, които и днес продължават да са обект на научен интерес.
Издава трудовете на Аполоний Пергски, Евклид, Архимед. През 1636 г. разработва схемата на огледален телескоп.
На негово име е кръстен кратер от видимата страна на Луната.

## Основни произведения
- Втори и Шести сборник Възражения срещу „Размисли“ на Декарт;
- „Истинността на науката срещу скептиците и пиронистите“;
- „Безбожието на атеистите“